# 페드로 발데스
페드로 발데스(Pedro Valdés, 본명: Pedro José Valdés Manzo, 1973년 6월 29일 ~ )는 푸에르토리코의 전직 프로 야구 외야수이다. 그는 시카고 컵스와 텍사스 레인저스의 메이저 리그 야구(MLB)에서 세 시즌, 후쿠오카 다이에 호크스의 일본 프로 야구에서 네 시즌, LG 트윈스에서 한 시즌을 뛰었다. MLB 경력 동안 그는 키 6'1", 몸무게 180파운드로 등재되었다.

## 경력

### 멕시코 리그 시절
발데스는 2005년과 2006년 멕시코에서 뛰었고 또한 2006 캐리비안 시리즈에서 뛰었다. 2008년에 멕시코로 돌아왔고, 2010년에는 올메카스 데 타바스코와 몬클로바 사이에서 시즌을 나누었다.

### KBO 리그 시절
2007년 LG 트윈스에서 한시즌 동안 활약하였다. LG 시절 별명은 잠실의 흑진주였다.

### 국가대표 경력
2013년 월드 베이스볼 클래식 대표팀에 선발되었다.